# Stoßtechnik (Kampfsport)
Als Stoßtechnik (jap. Tsuki waza, kor. Jirugi) wird in verschiedenen Kampfsportarten ein Angriff mit dem Arm, der Hand, dem Ellenbogen, dem Knie, dem Fuß oder einem Objekt (zum Beispiel einem Stock) bezeichnet, der geradlinig ausgeführt wird. Die Stoßtechniken stehen im Gegensatz zu Schlagtechniken, die (mit einem Teil des Arms), oder Tritttechniken, die (mit einem Teil des Beins) nicht geradlinig, sondern eher bogenförmig ausgeführt werden.  Im Allgemeinen sind Stöße kraftvoller, aber auch langsamer als Schläge oder Tritte. Stoß-, Schlag und Tritttechniken gehören zu den Atemitechniken im Kampfsport. Die Verwendung der Begriffe Stoß-, Schlag- und Tritttechnik ist jedoch beispielsweise beim Taekwondo fließend.
In vielen Kampfkünsten spielen Stoßtechniken eine große Rolle, wie z. B. im Karate, Taekwondo und Ju-Jutsu. In einigen Kampfsportarten, wie Judo oder Aikido, werden Stöße überhaupt nicht gelehrt bzw. sind laut Reglement verboten.

## Varianten
Es gibt eine große Zahl an Varianten von Stößen, die in verschiedene Richtungen und in verschiedenen Höhen ausgeführt werden können. Beispiele für Stoßtechniken sind Fauststoß, Ellenbogenstoß (vorwärts/rückwärts), Fußstoß (vorwärts/rückwärts/seitwärts/abwärts) und Kniestoß. Auch der Kopfstoß ist eine Stoßtechnik, die zum Beispiel gegen Umklammerungen über den Armen eingesetzt werden kann.

## Training
Stoßtechniken können auf verschiedene Weisen trainiert werden. Eine Möglichkeit bildet das Stoßen ohne Widerstand (Kihon, Formenlauf, Schattenboxen). Weitere Möglichkeiten bilden Trainingsgeräte wie Pratzen (mit Partner), Boxsäcke oder Makiwara (ohne Partner).